# 程量入
程量入（1612年—1694年）字承之，号上慎，是安徽省徽州府歙县岑山渡人，岑山渡程氏11世孙，扬州两淮盐务总商，明清两淮盐商之代表性人物。
程量入为岑山渡程氏家族迁居扬州，经营淮南盐业第一人程大典（字慎吾，1575-1652年）的长子。明末清初，继程大功（1565年-1648年）之后，岑山渡程氏家族陆续前往两淮经营盐业，其堂弟程大典率五子，包括程量入、程量能（字蝶庵，1616-）、程奭（字青来，1617-1661）、程量衡（字阿平，1623-1673）、程量越（字莲渡，1626-1687），一同迁居全国最大的盐业中心、两淮盐运使驻地扬州经营盐业，皆经商有成。岑山渡程氏家族在扬州盐业居于重要地位。程量入、程之韺父子担任两淮盐务总商数十年。
程量入作为两淮盐务总商，曾代表淮南盐商进行交涉，夺回湖南南部的衡州府﹑永州府﹑宝庆府三府引地﹐由粤盐销区重新划归淮盐引地。又为众盐商谋福利，倒追盐斤银一百四十余万两，“义声大著”,“有功两淮”。

## 家庭
长子：程之韺（字象六，1624—1693），任两淮盐务总商二十年。